# Ariel (måne)
För andra betydelser, se Ariel.
Ariel är en av Uranus månar. Den upptäcktes 1851 av William Lassell. Ariel är uppkallad efter luftanden Ariel i William Shakespeares pjäs Stormen.
Ariel är den fjärde av Uranus månar. Den är nästan lika stor som Umbriel och den har en diameter som är ungefär en tredjedel av månens. Den består till cirka 50 % av is (fruset vatten), 30 % silikater och 20 % organiskt material, huvudsakligen metanföreningar.

## Omloppsbana och rotation
Ariel kretsar kring Uranus på 191 020 km avstånd på 2,520 dygn. Omloppsbanan har en excentricitet på 0,0012 med en inklination på 0,260° i förhållande till Uranus ekvator. Dess rotation är synkroniserad.

## Fysiska egenskaper

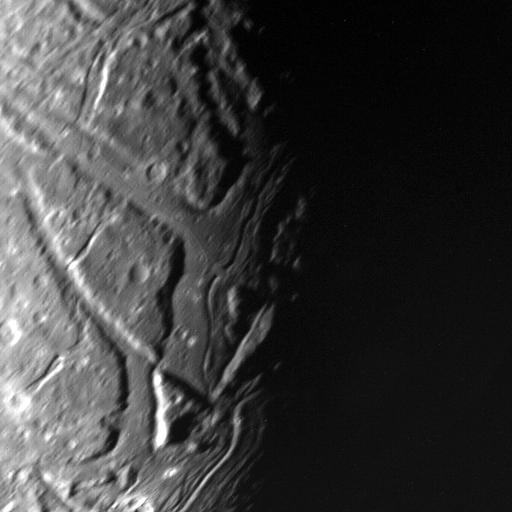
Närbild på kanjoner nära Ariels terminator.

De hittills enda närbilderna av Ariel togs av Voyager 2 då den passerade förbi månen under sin förbiflygning av Uranus den 24 januari 1986 på ett avstånd av 127 000 km. Vid tidpunkten för förbiflygningen var den södra hemisfären riktad mot solen, så endast den blev studerad.
Ariels sammansättning är ungefär 70 % is (koldioxidis och möjligen metanis) och 30 % silikater, och månen ser ut att ha färsk frost på vissa platser, speciellt det som kastats ut från bildning av nya kratrar. Ariels yta innehåller en blandning av bekratrad terräng och ett system av förenade dalar som är hundratals kilometer långa och mer än 10 km djupa. De liknar de som finns på Titania, fast de är mycket större och mer vidsträckta. Några av kratrarna verkar vara halvt under vatten och vissa bergskammar i mitten av dalarna tolkas som uppvällningar av is.
Det äldsta och mest vidsträckta geologiska området på Ariel är ett väldigt område kraterslättland nära Ariels sydpol. Analyser av kratrar sedda på Ariels kraterslättländer visar att de flesta av kratrarna är yngre än de som observerats på Titania, Oberon och Umbriel.
Den största kratern observerad på Ariel, Yangoor, är endast 78 km i diameter och visar spår av deformering sedan den bildades. Vid passagen av Voyager 2 observerades längs Ariels södra latituder ett nätverk av förkastningar, kanjoner och isiga utflöden, som bryter upp de kraterfyllda slätterna. Jämna slätter och fåror ses ofta fortlöpa längs Ariels dalregioner, vilket antyder att vissa kanjonbottnar är täckta med varm is som kommit upp från Ariels inre.
För länge sedan kan Ariel ha haft ett hett inre, men det har nu svalnat. Kanske är dalarna sprickor som har bildats när Ariel svalnade.